# Tu sei il mio destino
Tu sei il mio destino (Young at Heart) è un film del 1954 diretto da Gordon Douglas.

## Trama
Gregory Tuttle, professore di musica, vive in una cittadina del Connecticut con sua sorella Jenny e con le sue tre figlie, Fran, Amy, e Laurie, Fran la maggiore, si fidanza con Bob, Amy viene corteggiata da un bravo ragazzo che fa l'operaio, mentre Laurie, la più piccola, si rifugia nel canto, occupando con esso tutta la sua giornata e investendovi tutti i suoi sogni.  Nella sonnolenta cittadina l'arrivo di Alex, un giovane compositore, dà uno strattone alla vita familiare. Tutte e tre le sorelle si innamorano del bel ragazzo, ma questo chiede a Laurie di sposarlo. L'arrivo di Barney, amico di Alex , ragazzo dall'aspetto malinconico, magnetizza l'attenzione di Laurie, che se ne invaghisce. La ragazza vuole riuscire a tirare fuori Barney dal suo stato depressivo e perciò abbandona Alex il giorno stesso del matrimonio per convolare a nozze con Barney. I due novelli sposi si trasferiscono a New York, ma la loro situazione economica non è delle migliori e Barney non riesce a reagire. I due tornano a casa per le feste di Natale e lì c'è anche Alex. Ascoltando non visto un colloquio tra il suo amico e Laurie, Barney fraintende e decide di uccidersi ma non ci riesce. Solo la notizia della sua imminente paternità gli ridarà la voglia di vivere.